# Teófilo Tabanera

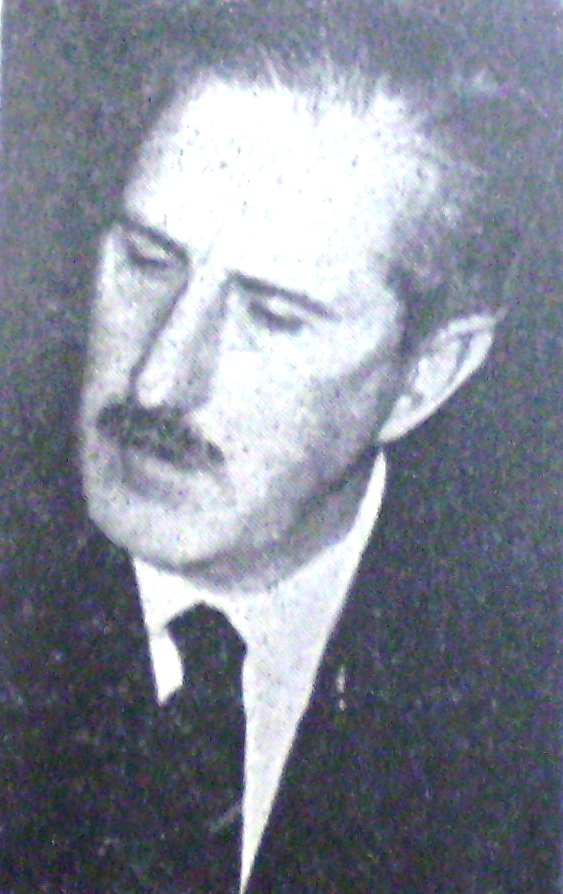
Teófilo Tabanera

Teófilo Melchor Tabanera (* 30. Dezember 1909 in San Rafael, Argentinien; † 1981 in Mendoza, Argentinien) war ein argentinischer Luft- und Raumfahrtfunktionär.

## Leben
Im November 1930 veröffentlichte Tabanera noch als Student einen zweiteiligen Artikel in der Zeitschrift Revista Ilustrada de Actualidades mit dem Titel La Luna nos esta esperando (Der Mond erwartet uns). Danach publizierte er Science Fiction in technischen Fachzeitschriften.
Tabanera erhielt 1936 sein Diplom an der Universidad Nacional de La Plata und unternahm Reisen in die USA und Europa. 1945 war er das erste argentinische Mitglied der British Interplanetary Society und der American Astronautical Society.
Tabanera war Direktor beim Yacimientos Petrolíferos Fiscales (YPF) und dem staatlichen Gasunternehmen. In dieser Funktion nahm er an Fachkongressen im Ausland teil, wie zum Beispiel 1947 am Weltkongress für Energie in Den Haag.
1949 gründete eine Gruppe internationaler Wissenschaftler unter der Leitung von Tabanera die Sociedad Argentina Interplanetaria (SAI). Von 1949 bis 1951 war Tabanera Minister für Wirtschaft, Öffentliche Arbeiten und Bewässerung der Provinz Mendoza. 1950 besuchte Tabanera den ersten internationalen Raumfahrtkongress an der Sorbonne, in dessen Verlauf die International Astronautical Federation (FAI) gegründet wurde, deren Vizepräsident Tabanera für die folgenden dreißig Jahre war. Tabaneras bekanntestes Werk ist das 1951 erschienene Taschenbuch mit dem Titel ¿Qué es la Astronáutica? (Was ist Raumfahrt?) Tabanera war Gründungsmitglied der International Academy of Astronautics. 1952 besuchte Tabanera den Kongress der International Astronautical Federation in Stuttgart und traf dort Irene Sänger-Bredt, Hermann Oberth, Eugen Sänger, William Durand und Arthur C. Clarke.
Am 28. Januar 1960 wurde die staatliche Behörde Comisión Nacional de Investigaciones Espaciales (CNIE) gegründet und Tabanera als erster Vorsitzender eingesetzt. Die CNIE entwickelte zusammen mit dem militärischen Instituto de Investigaciones Aeronáuticas y Espaciales in Córdoba die ersten argentinischen Trägerraketen wie die einstufige Alpha Centauro (Erststart 2. Februar 1961) und die zweistufige Beta Centauro (Erststart 30. September 1961).
1979 schrieb Tabanera sein letztes Buch Argentina ante el reto del tercer milenio (Argentinien vor der Herausforderung des dritten Jahrtausends).

## Ehrungen
Nach Teófilo Tabanera ist das argentinische Raumfahrtzentrum Falda del Cañete »Centro Espacial Teófilo Tabanera« (CETT), etwa 15 Kilometer südwestlich von Córdoba benannt.